# كايل جونسون (لاعب كرة سلة)
كايل جونسون (بالإنجليزية: Kyle Johnson)‏ مواليد 31 ديسمبر 1988 في تورونتو، هو لاعب كرة سلة بريطاني. بدأ مسيرته الاحترافية في سنة 2011. يلعب مع لندن لايتنينغ في دوري كندا الوطني لكرة السلة. يحمل الرقم 1. مثّل منتخب بلاده. شارك في دورة الألعاب الأولمبية الصيفية سنة 2012.

## المسيرة الاحترافية
لعب مع سوتور باسكت مونتيجرانارو في موسم 2012–2013، ثم لعب مع جويرينو فانولي باسكت في الدوري الإيطالي في موسم 2013–2014، ثم لعب مع بييلا لكرة السلة في سنة 2015، ثم لعب مع بالاكانسترو كانتو في الدوري الإيطالي في موسم 2015–2016، ثم لعب مع نادي كازالي لكرة السلة في سنة 2016، ثم لعب مع لندن لايتنينغ في سنة 2016.

## روابط خارجية
- كايل جونسون على موقع الاتحاد الدولي لكرة السلة (الإنجليزية)
- كايل جونسون على موقع كرة السلة الأوروبية.كوم (الإنجليزية)
- كايل جونسون على موقع كلية كرة السلة في سبورتس رفرنس.كوم (الإنجليزية)
- كايل جونسون على موقع ريلجم (الإنجليزية)
- كايل جونسون على موقع بروبوليرز (الإنجليزية)
- كايل جونسون على موقع سبورتس رفرنس (الإنجليزية)
- كايل جونسون على موقع أوليمبيديا (الإنجليزية)
- كايل جونسون على موقع اللجنة الأولمبية البريطانية (الإنجليزية)